# Till-Moyland

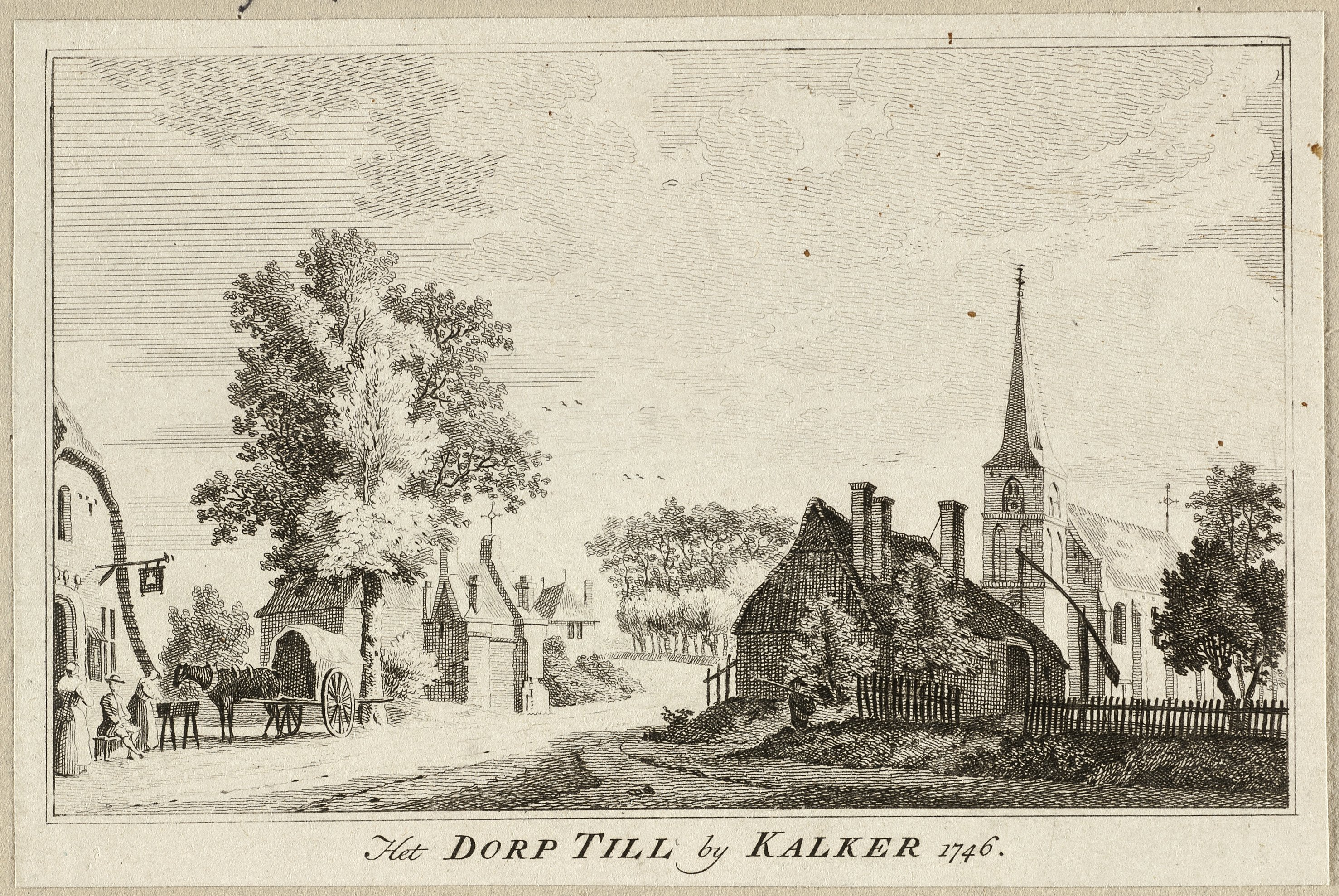
Dorpsgezicht rond 1746, naar Jan de Beijer

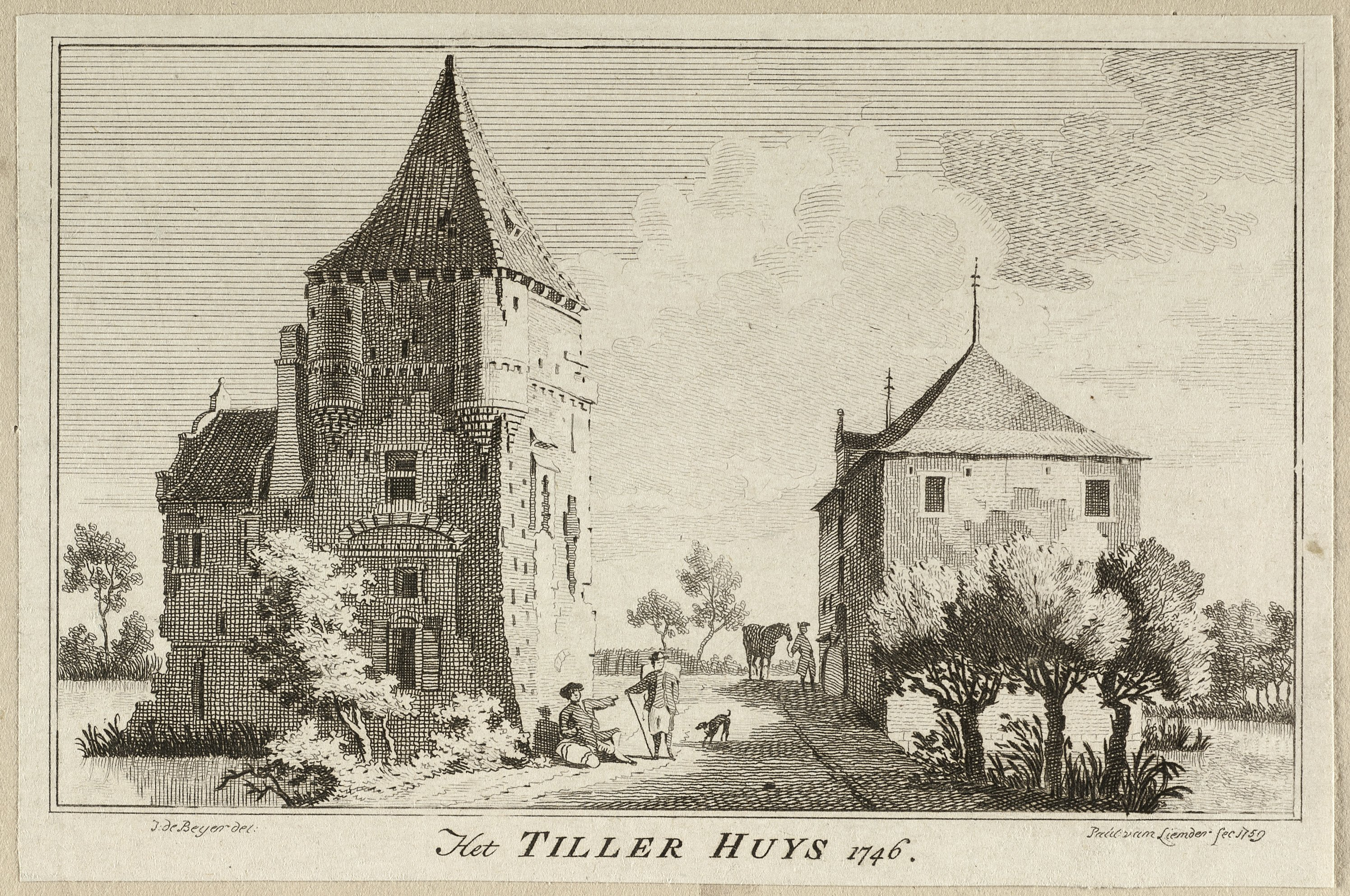
Haus Till rond 1746, naar Jan de Beijer

Till-Moyland is sinds 1969 een Ortsteil van de gemeente Bedburg-Hau in Kreis Kleve in de Duitse deelstaat Noordrijn-Westfalen. De Ortschaft telt ongeveer 850 inwoners. De Nederlandse adellijke familie Van Till ontleent haar naam aan dit dorp. 

## Geschiedenis
De heerlijkheden Till en Moyland werden in 1678 samengevoegd door Alexander van Spaen, eigenaar van kasteel Moyland van 1662 tot 1695.
Lange tijd viel Till-Moyland onder Amt Monterberg, later onder Amt Kleverhamm. Vanaf 1801 vormde Till met Bedburg, Hasselt, Moyland, Qualburg, Riswick en Schneppenbaum de gemeente Amt Till.
Het dorp ligt in de laagvlakte van de Rijn en werd sinds de 14e eeuw tegen hoogwater beschermd door de Kleverhammer Banndeich.

## Till
Till werd in 1257 reeds genoemd als locatie van de Tillscher Hof. Het goed behoorde toen tot de graven van Kleef. Er is van Haus Till geen zichtbare ruïne overgebleven.
Al in de 9de eeuw stond er een kerkje dat in de 13de eeuw vervangen werd door een stenen kerk. Het doopvont uit ongeveer 1200 is bewaard gebleven. De huidige Sint-Vincentiuskerk in Till dateert uit de 15de eeuw maar werd bijna geheel vernieuwd in de 19de eeuw.
De Nederlandse tekenaar Jan de Beijer vervaardigde rond 1746 enkele dorpsgezichten van Till die later in prentvorm verschenen in de serie Het Verheerlijkt Kleefschland gedrukt door Paulus van Liender.

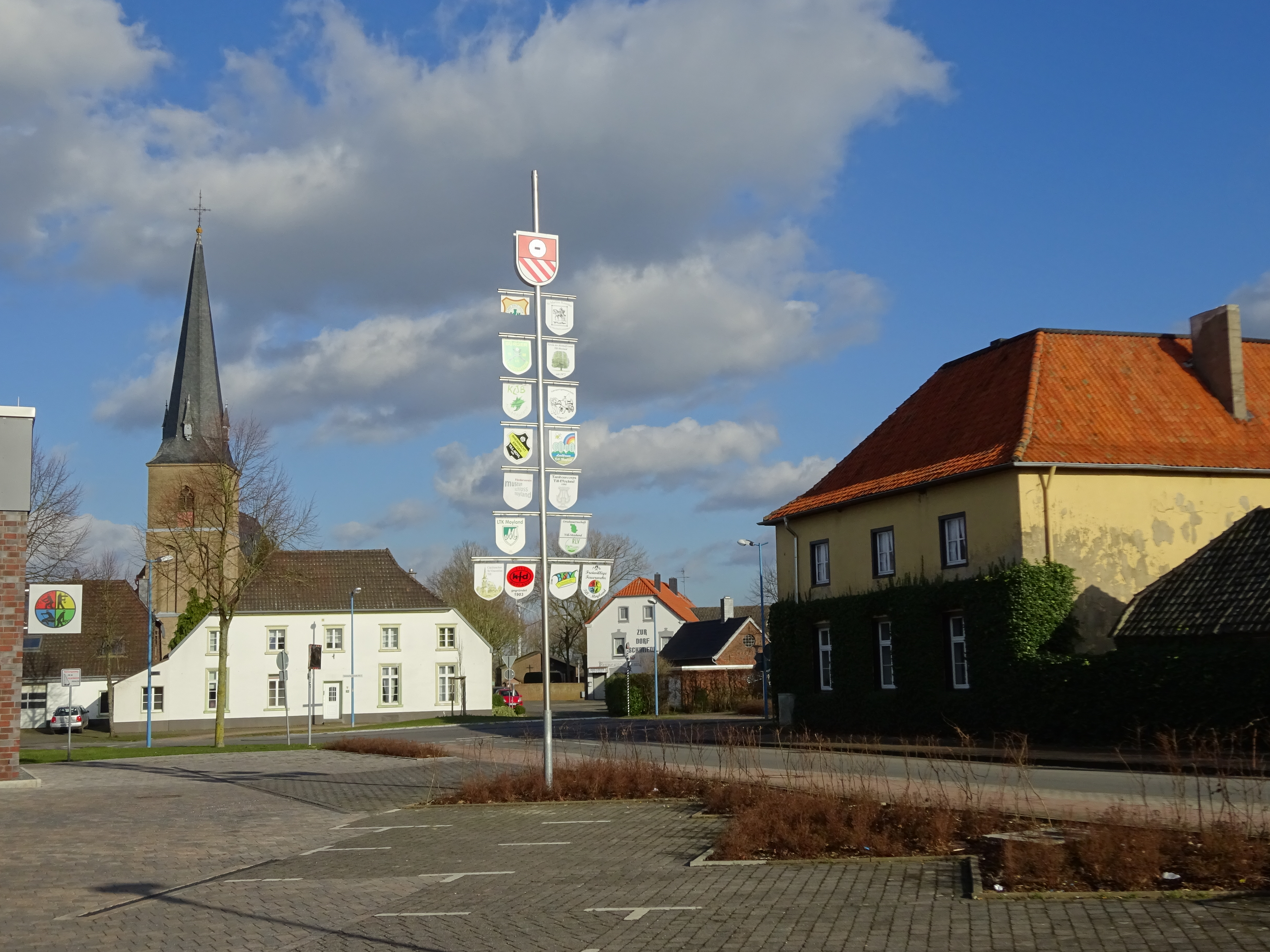
Dorpskern met gildemast
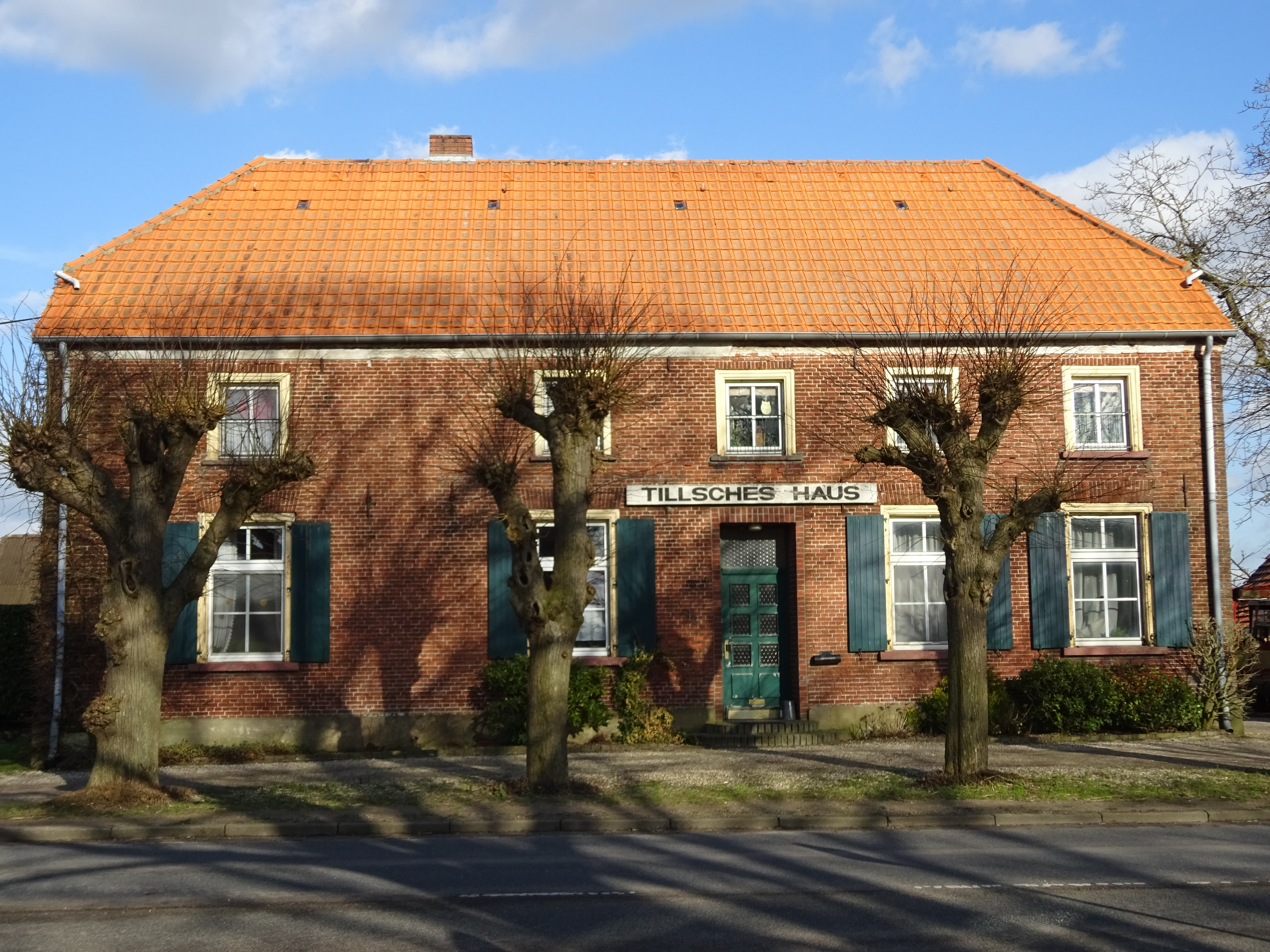
Tillsches Haus
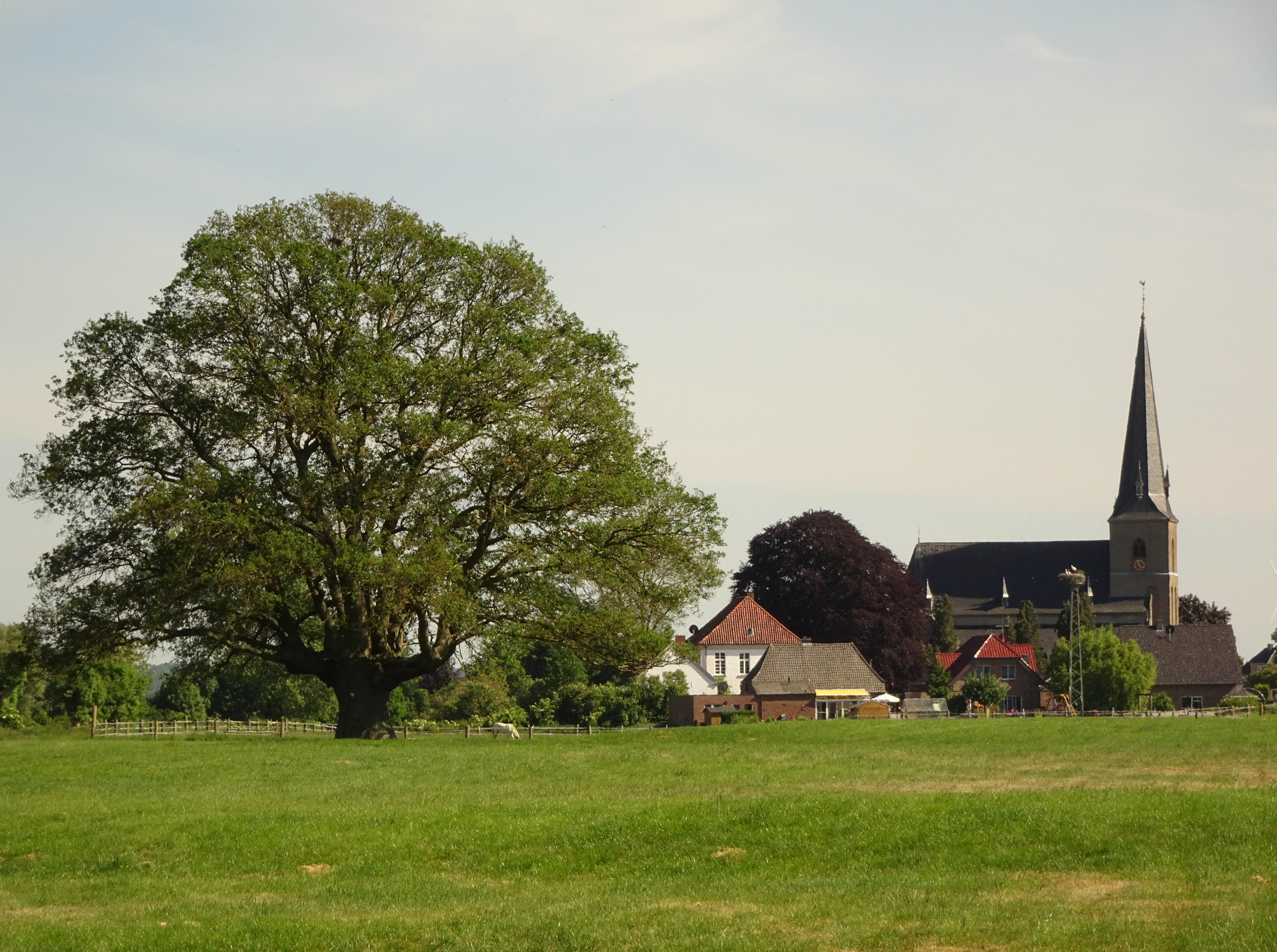
Gezicht op Till

## Moyland
Moyland ligt in de Nederrijnse Laagvlakte aan de voet van de Nederrijnse Heuvelrug iets ten zuiden van Till aan de Bundesstraße 57.
Rond 1350 liet ridder Roland Hagedorn er een kasteel bouwen. In 1766 kocht Adriaan Steengracht het kasteel van Frederik de Grote.
Er vond op 11 september 1740 een ontmoeting plaats tussen Frederik de Grote en de Franse filosoof Voltaire. In 1997 werd het kasteel na een wederopbouw geopend als Museum Schloss Moyland.
Het kleine kerkje bij slot Moyland werd in 1683 gebouwd. In 1958 werd de kerk verkocht aan de Evangelische kerkgemeenschap.

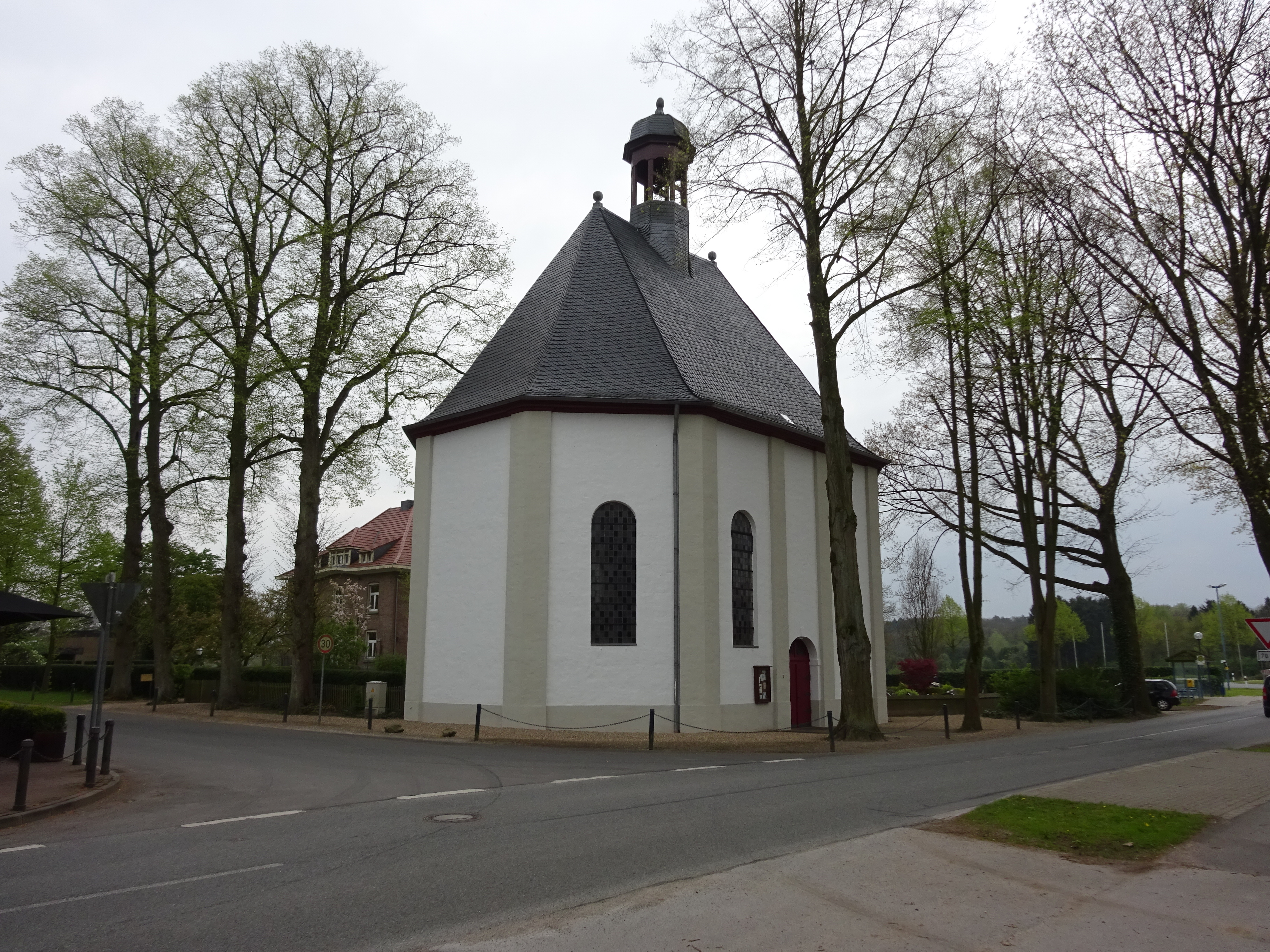
Ev. kerk in Moyland
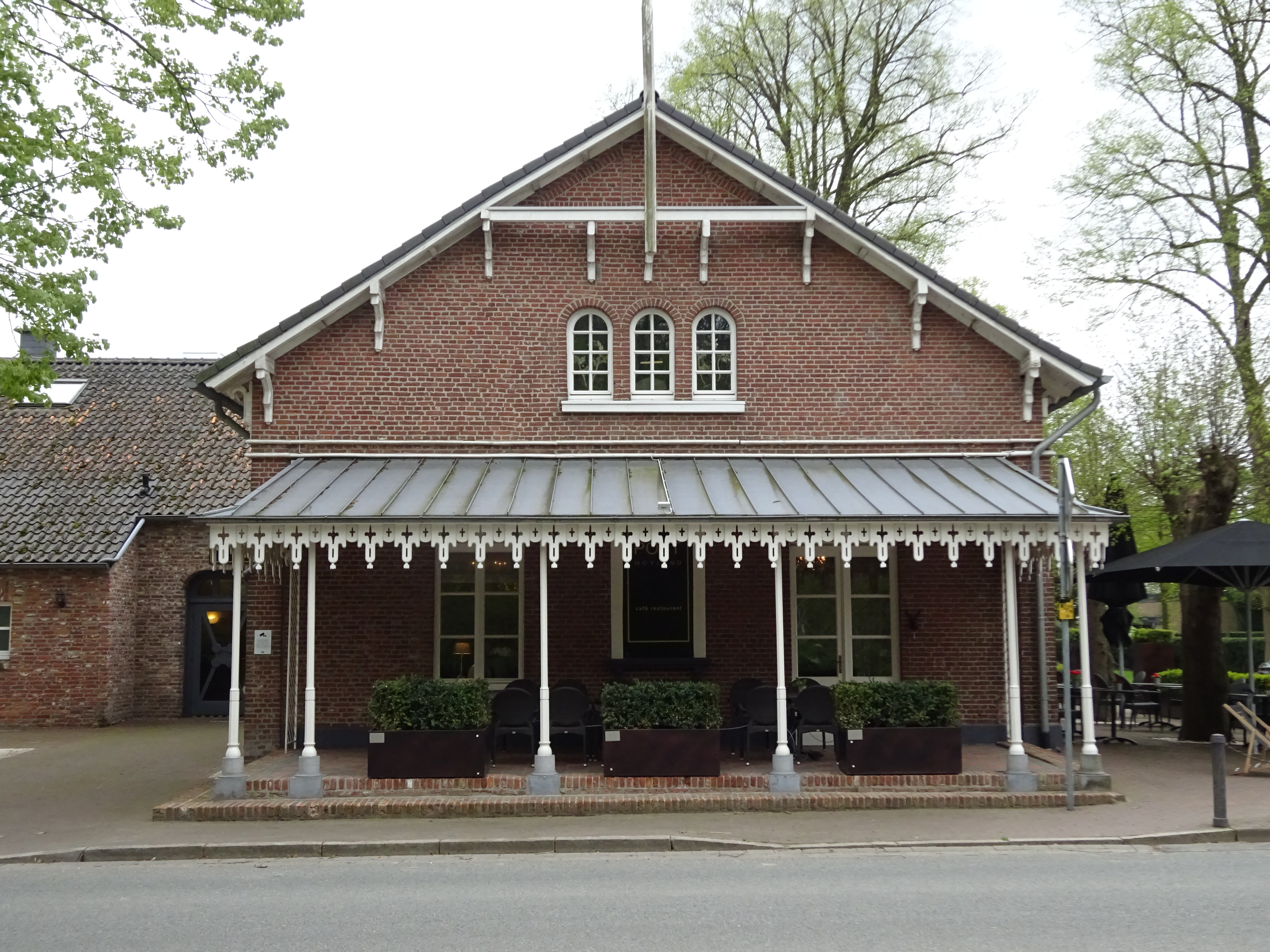
Gasthaus Zur alten Post
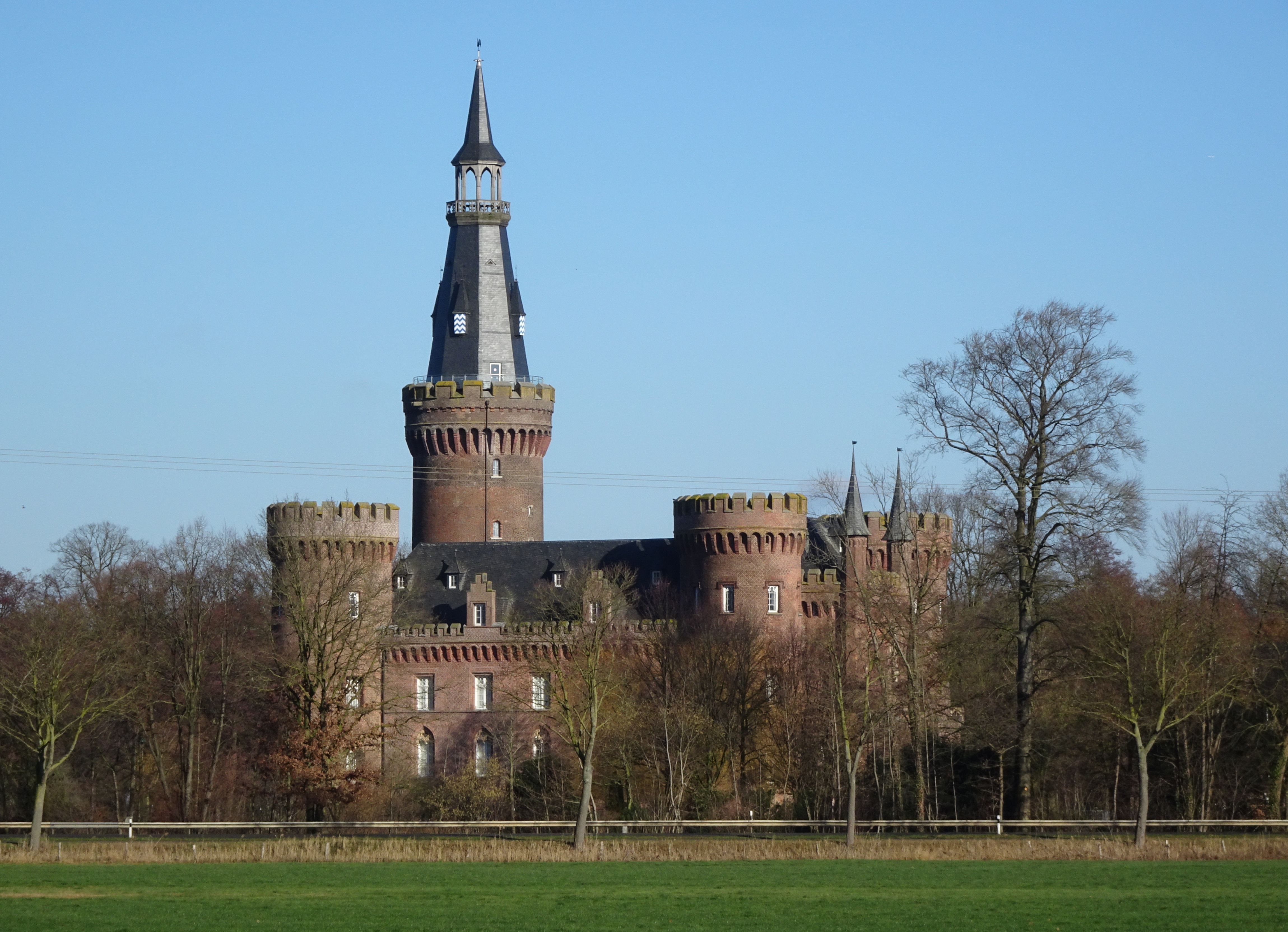
Slot Moyland

## Omgeving
Amt Till had vroeger drie treinstations aan de in 1989 opgeheven spoorlijn Kleve-Xanten. Nabij voormalig station Till staat een voormalig klooster dat werd gerenoveerd als hotel en seniorenresidentie.
De belangrijkste doorlopende straat in Till is de Sommerlandstraße. Deze weg ligt net achter de Kleverhammer Banndeich en loopt van Kleve-Kellen naar Tiller Feld in Kalkar. Halverwege deze verbindingsweg bevinden zich aan een T-kruising twee sportvelden en een kleine trainingshal met clubhuis van de voetbalclub SV Rheinwacht Erfgen 1929. 
Aan de Bienenstraße vond men onder het maaivlak de resten van een Romeins kampement. In deze omgeving stond ook het kasteeltje Huis Ossenbroek, dat nog slechts als een archeologisch monument (Bodendenkmal) bewaard bleef.
Aan de Moyländer Allee staat een herdenkingsmonument omgeven door rode beuken. Deze bomen en een reeks andere aan de Voltaire Weg zijn aangemerkt als 'natuurmonument' (Naturdenkmal).
In de omgeving bevinden zich de golfbanen van Land-Golf-Club Schloss Moyland en Golf International Moyland. 
Van Moyland naar Kleef loopt langs het Moyländer Wald het voetpad de 'Voltaire Weg'. 
Oostelijk van Till stromen de Kalflack en de Tiller Graben. 

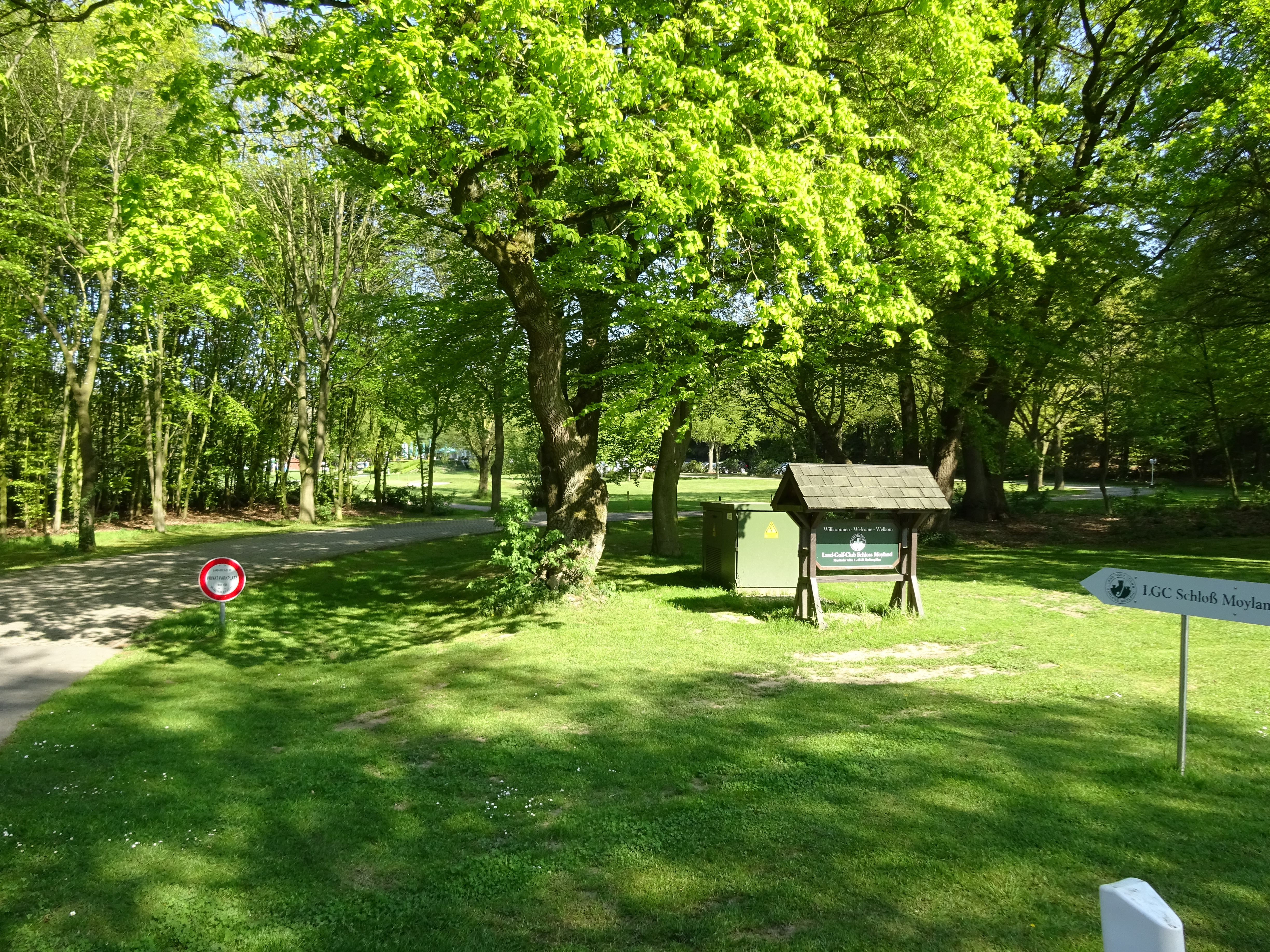
Land-Golf-Club Schloss Moyland
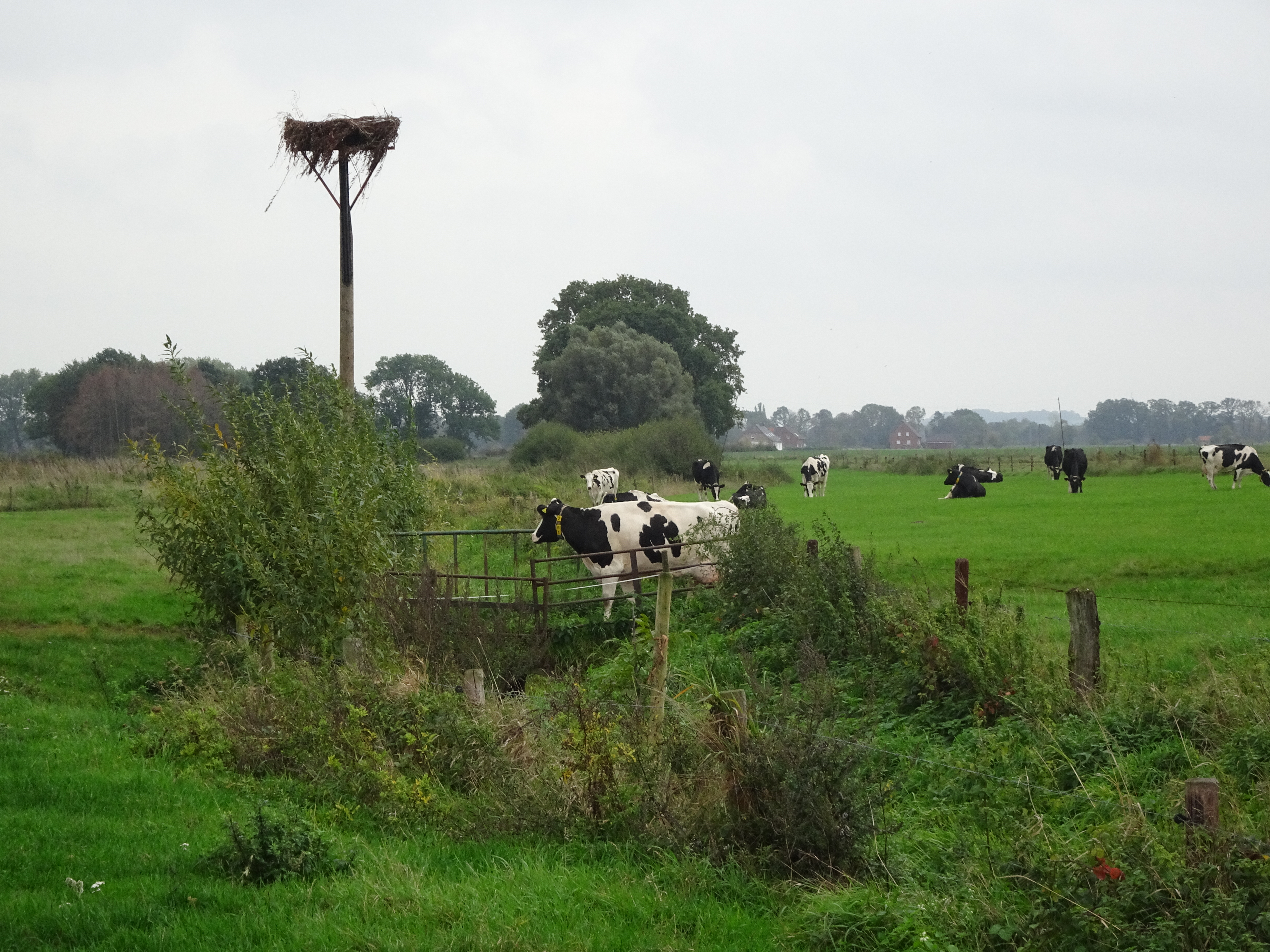
omgeving Ossenbrucker Feld
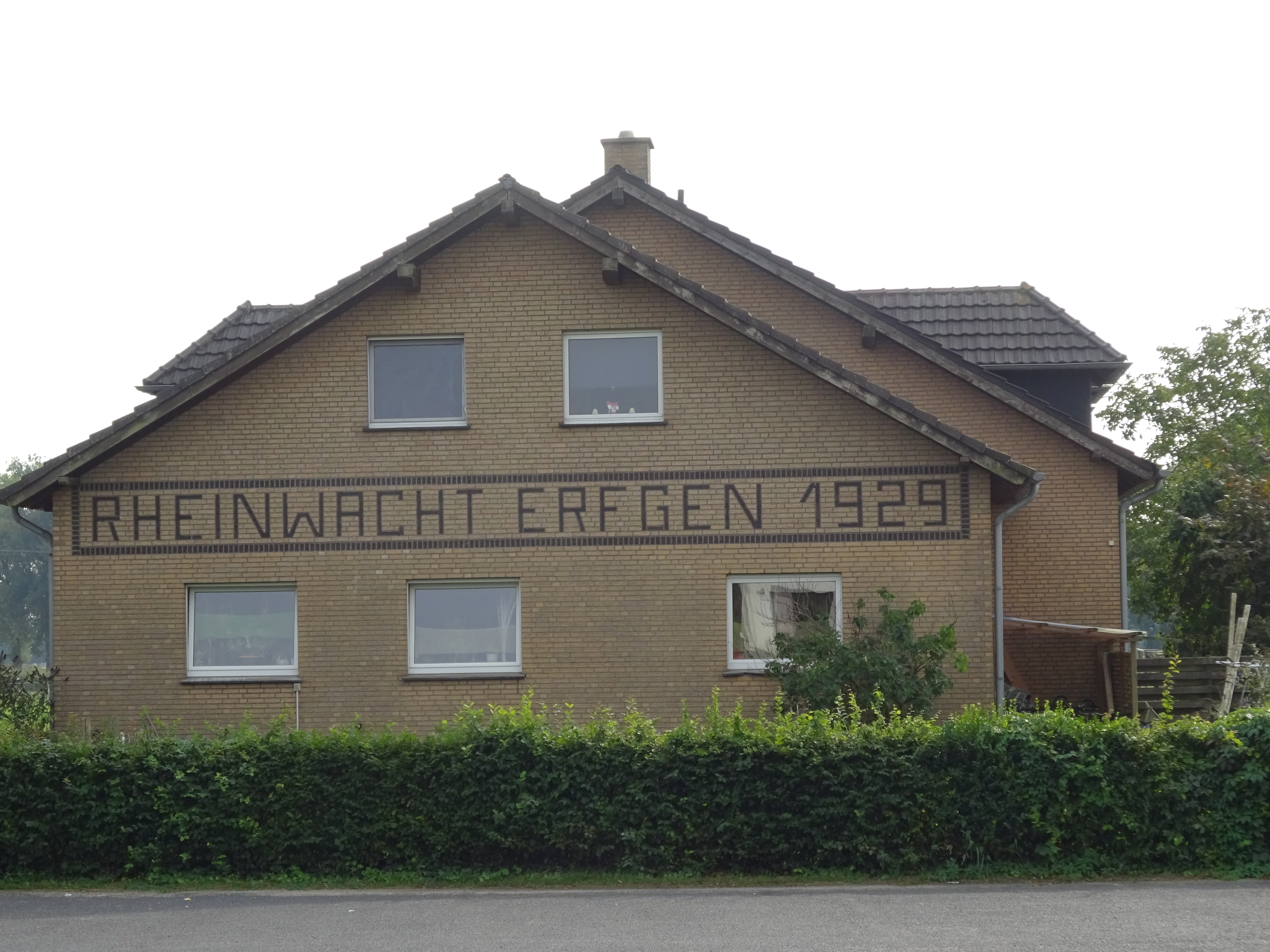
sportvereniging Rheinwacht Erfgen